# SJ Y2
De Y2 is een driedelig dieseltreinstel voor het lange-afstandspersonenvervoer van de Statens Järnvägar (SJ).
Bij DSB is dit trein type als IC3 in gebruik.

## Geschiedenis
Het treinstel werd door ABB Scandia ontwikkeld voor de DSB. Tussen 1991 en 1998 werden door SJ 20 treinen aangeschaft.
In 2003 werden 4 treinen als IC3 verkocht aan de Danske Statsbaner (DSB). Ook werden er 9 treinen verkocht aan de Israel Railways (IR).

## Constructie en techniek
Het driedelig treinstel werd gebouwd op vier draaistellen waarvan twee als Jacobsdraaistel. De vier dieselmotoren zijn onder beide stuurstand rijtuigen gemonteerd. De stuurtafel is gecombineerd met een in het front ingebouwde deur. Hierdoor kan men tijdens de rit overstappen naar het andere treindeel. Dit combineren is ook mogelijk tot vijf eenheden. Het treinstel is opgebouwd uit een aluminium frame. Het treinstel is uitgerust met luchtvering.

### Namen
De Statens Järnvägar (SJ) hebben de volgende namen op de treinen geplaatst:
- Y2 1367 "af Chapman", nu als DSB MF 5093
- Y2 1368 "Brunnskällan", nu als DSB MF 5094
- Y2 1369 "Christina Piper"
- Y2 1370 "Ask och Embla", nu als DSB MF 5095
- Y2 1371 "Harry Martinsson", nu als DSB MF 5096
- Y2 1372 "Alice Tegner"
- Y2 1373 "Horrevinn"
- Y2 1374 "Rutger McLean"
- Y2 1375 "CJF Ljunggren"
- Y2 1376 "Christian IV"
- Y2 1377 "Claes Adelsköld"
- Y2 1378 "August Ehrenborg"
- Y2 1379 "Folke Filbyter"
- Y2 1380 "Kisa-Mor"
- Y2 1381 "Carl Boberg"
- Y2 1382 "Nils Dacke"
- Y2 1383 "Anna Bielke"
- Y2 1384 "Herulen"
- Y2 1385 "Svend Povlsen"
- Y2 1386 "Wilhelm Wendt"

## Treindiensten
De treinen werden tussen juni 1995 en 14 juni 1999 door de SJ gebruikt voor de D trein op het traject København H – Helsingør / Scandlines veerboot: Helsingør – Helsingborg / Helsingborg C – Hässleholm C
De treinen werden tot 2005 hoofdzakelijk gebruikt op de Blekinge kustbana.
Tegenwoordig worden deze treinen ingezet op de Stångådalsbanan tussen Kalmar en Linköping .

## Foto's

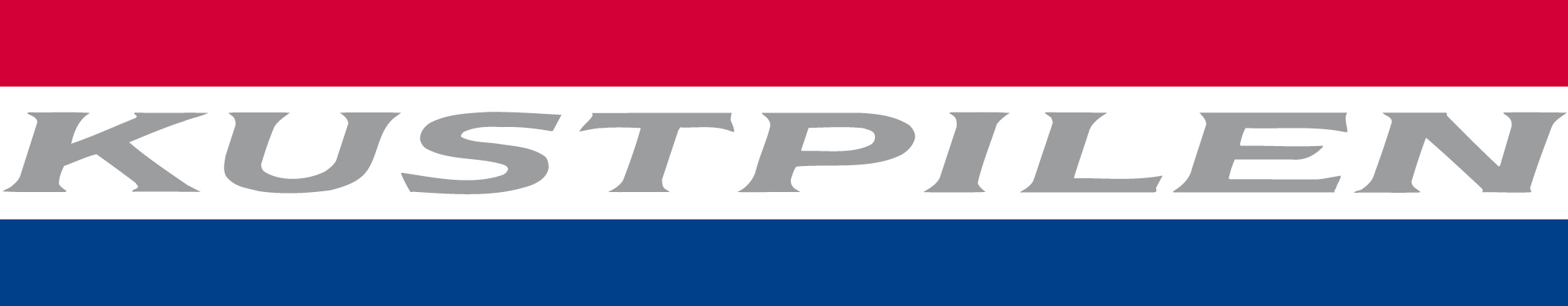
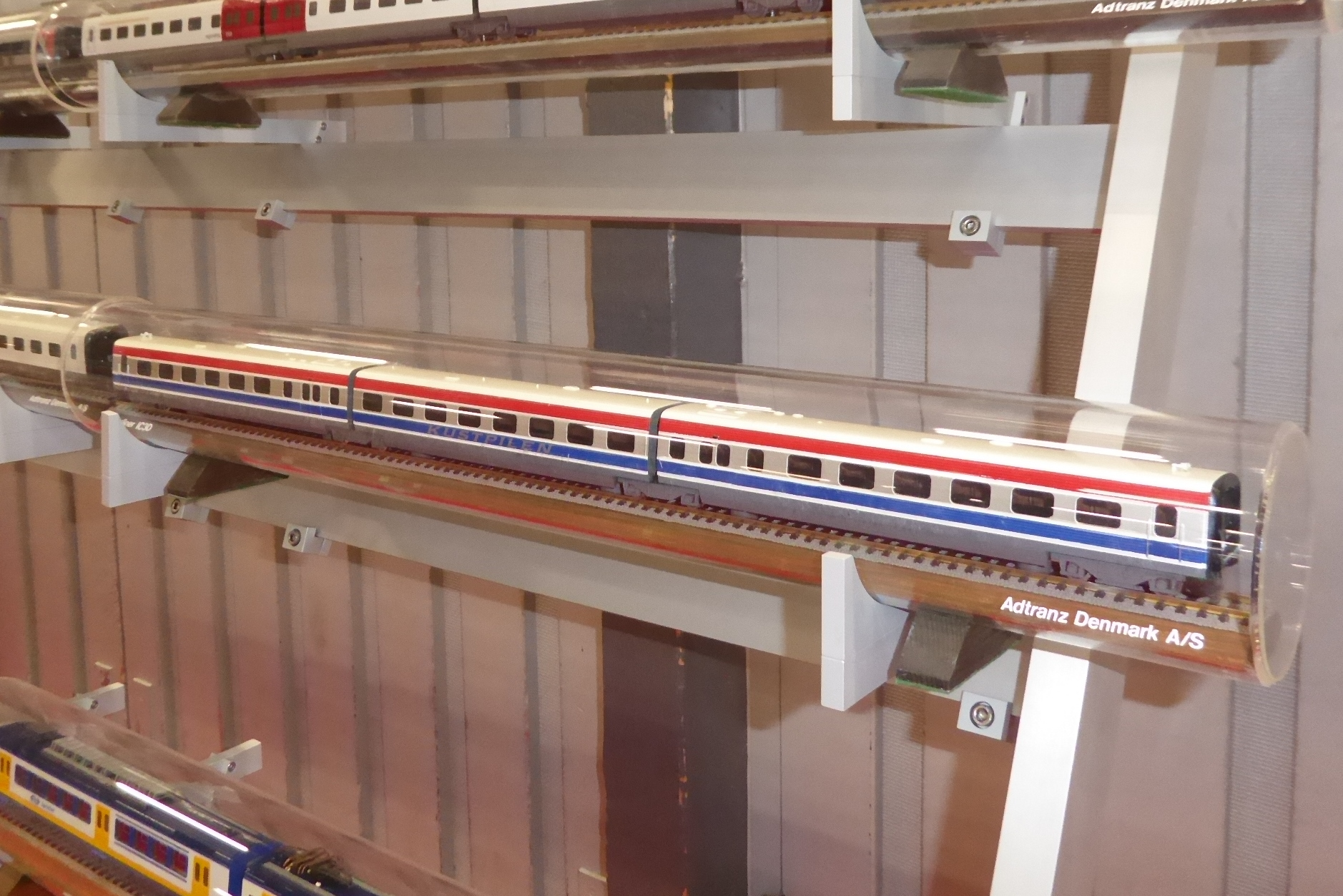
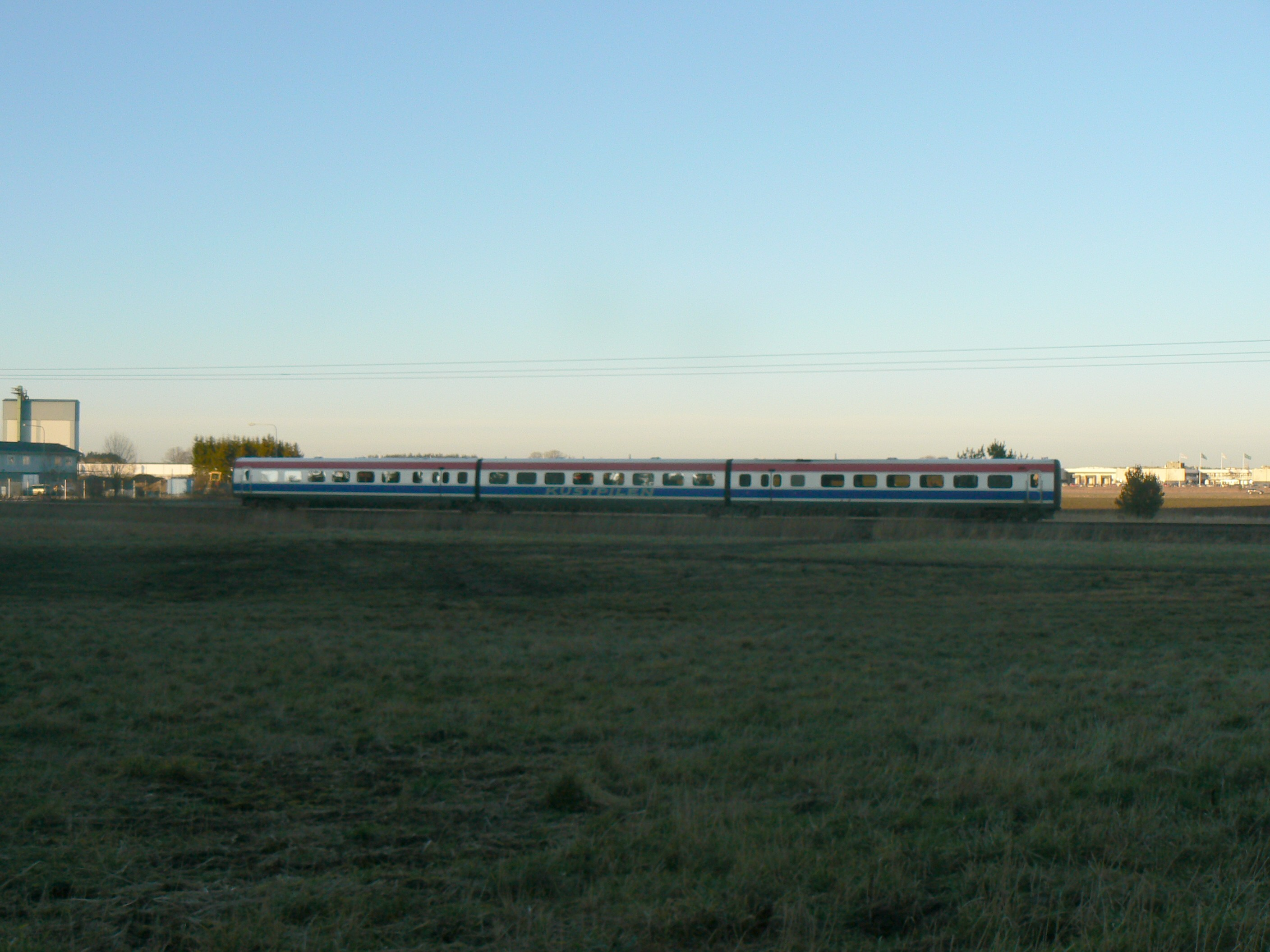
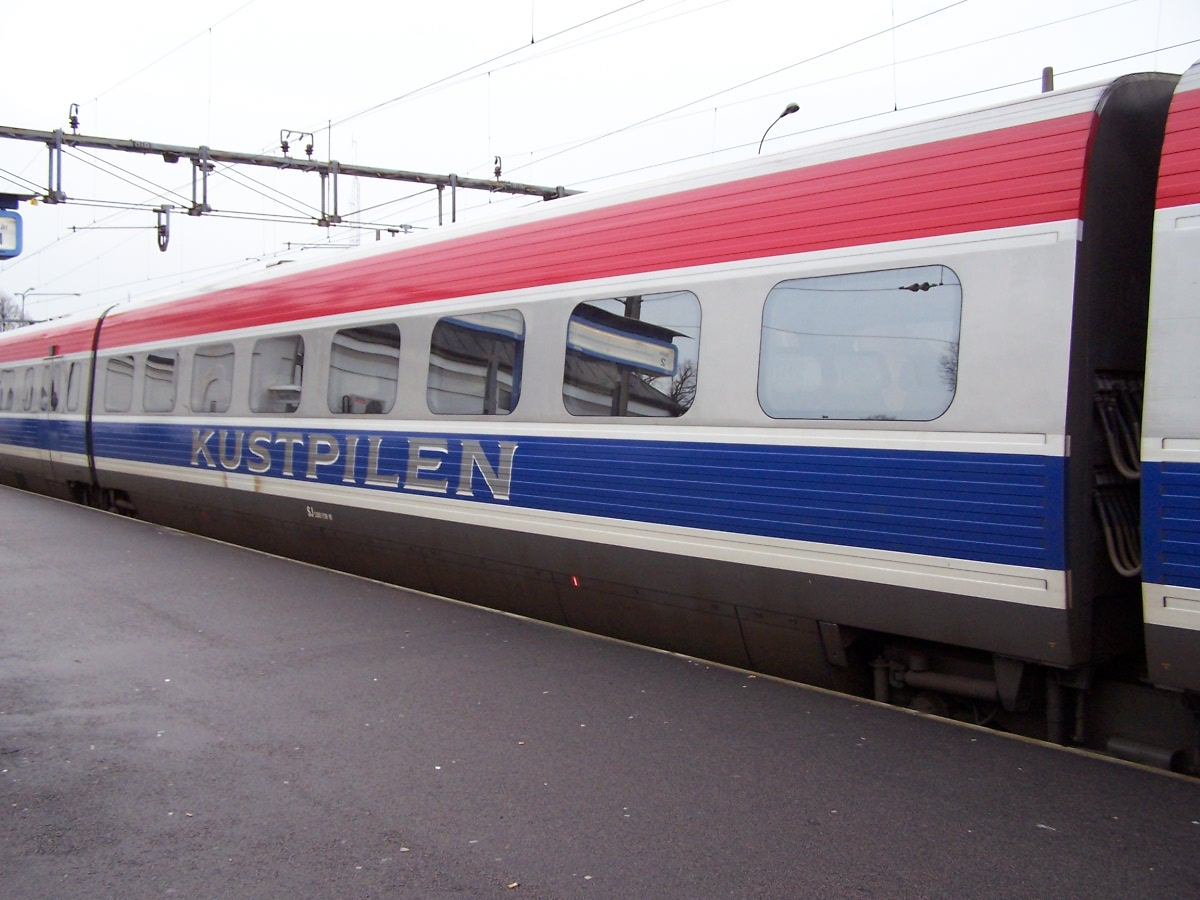
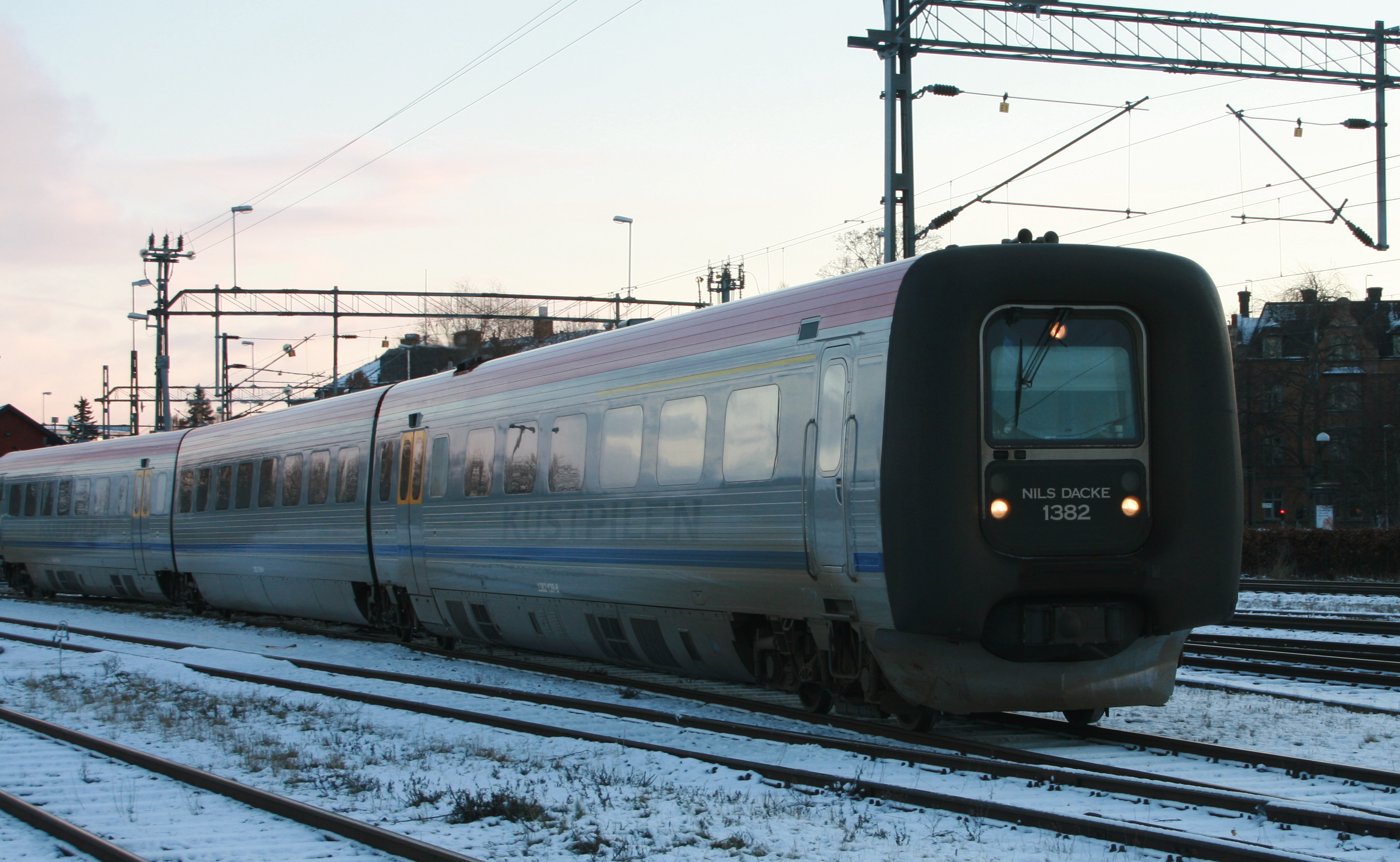
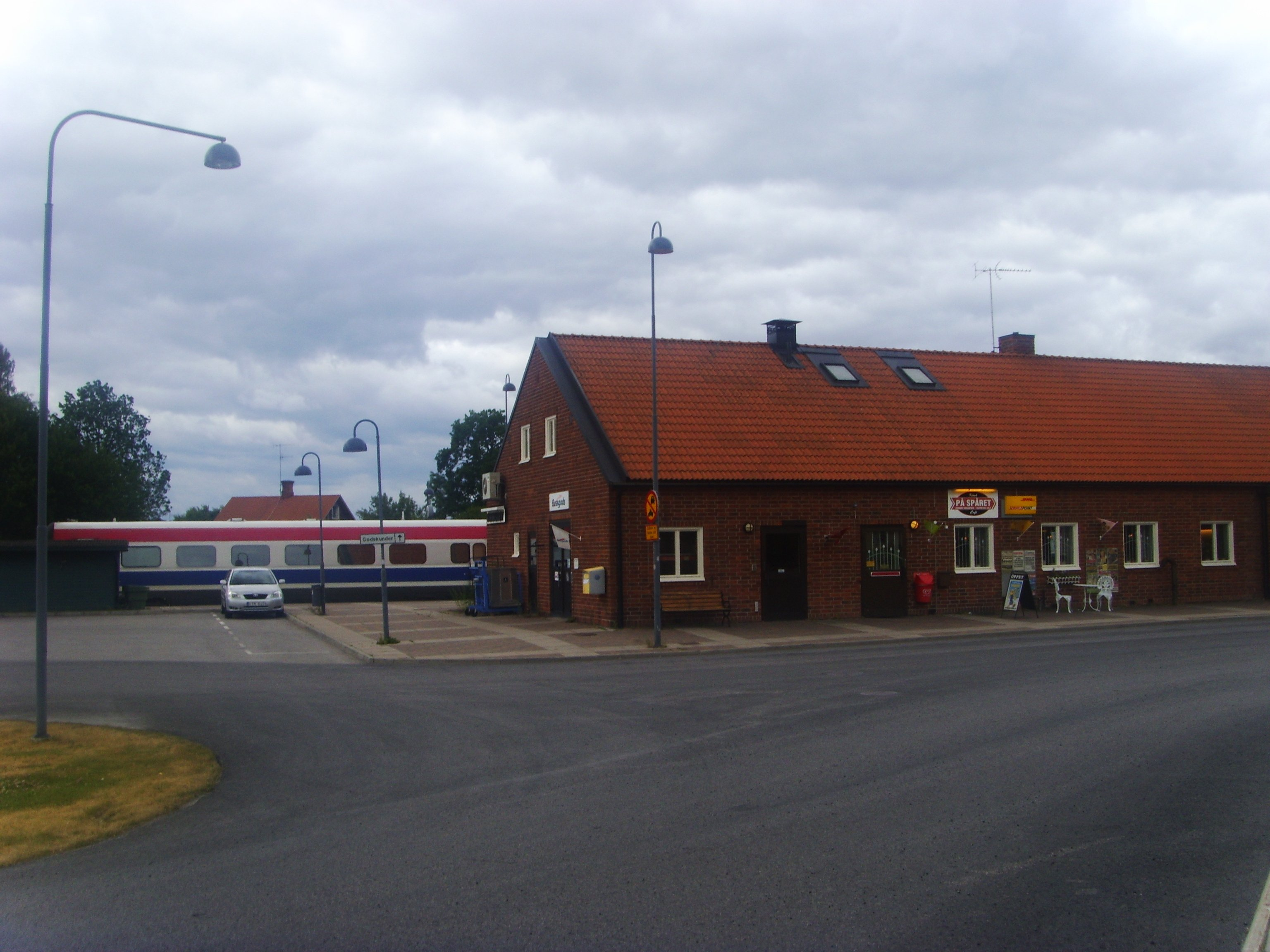
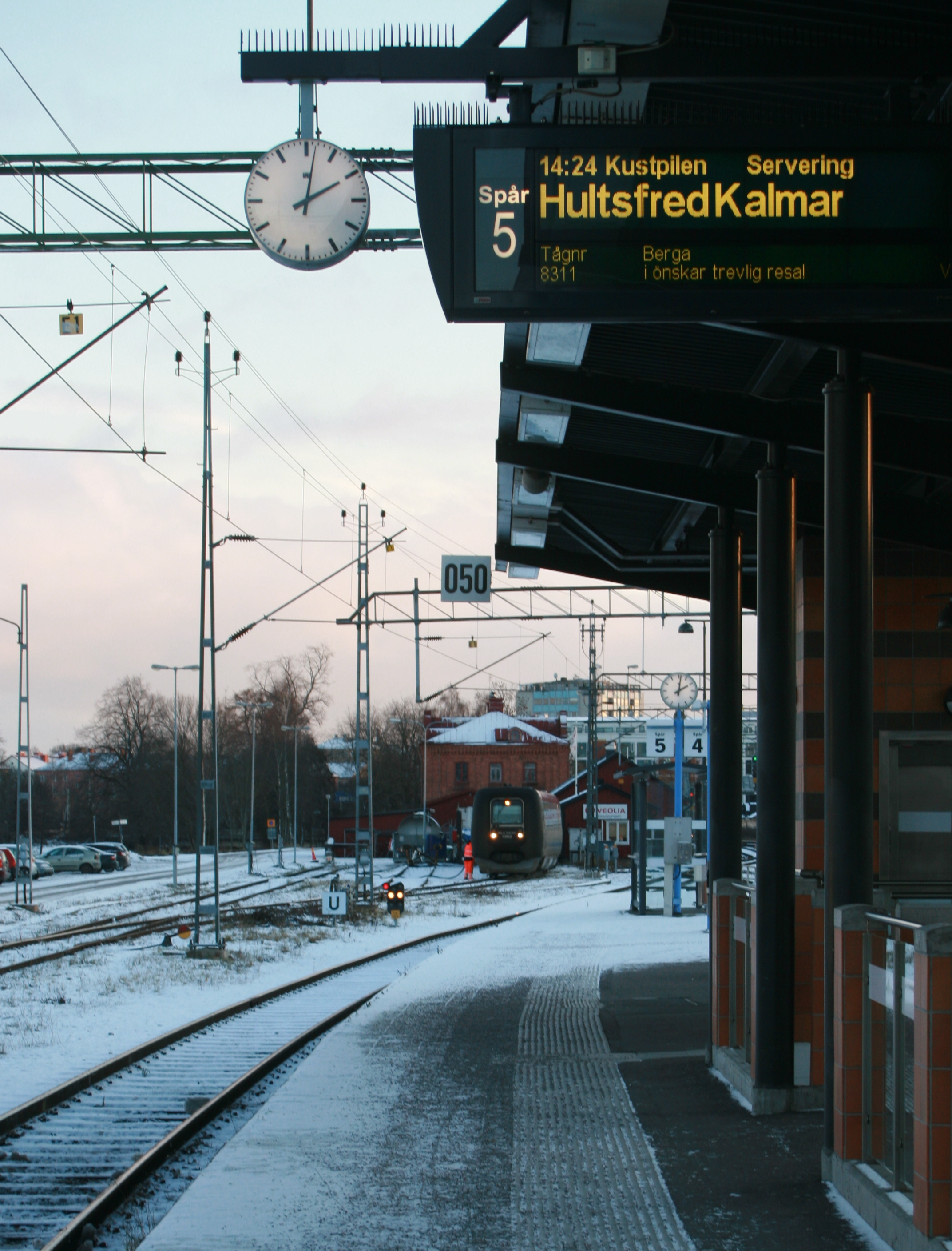
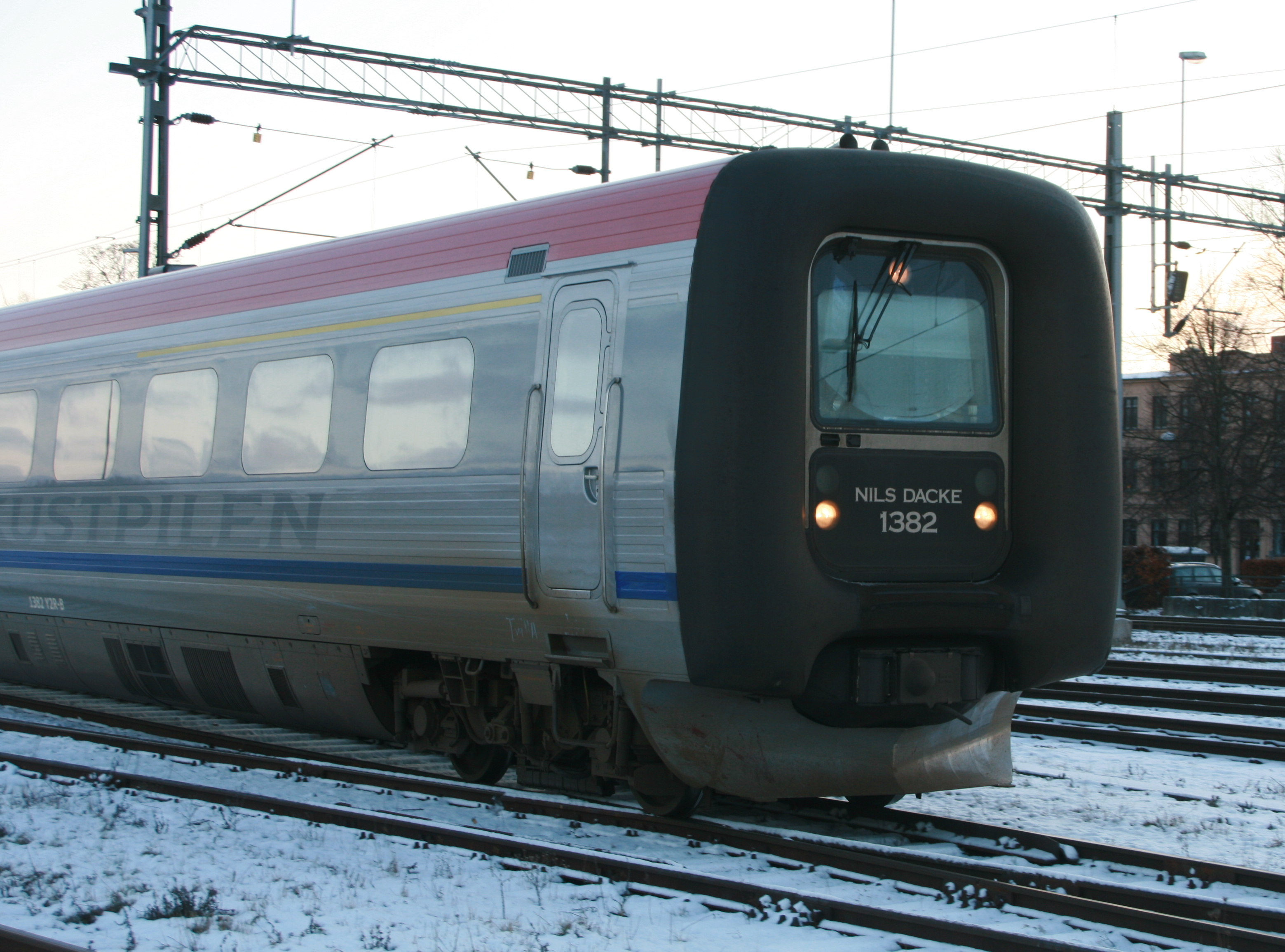
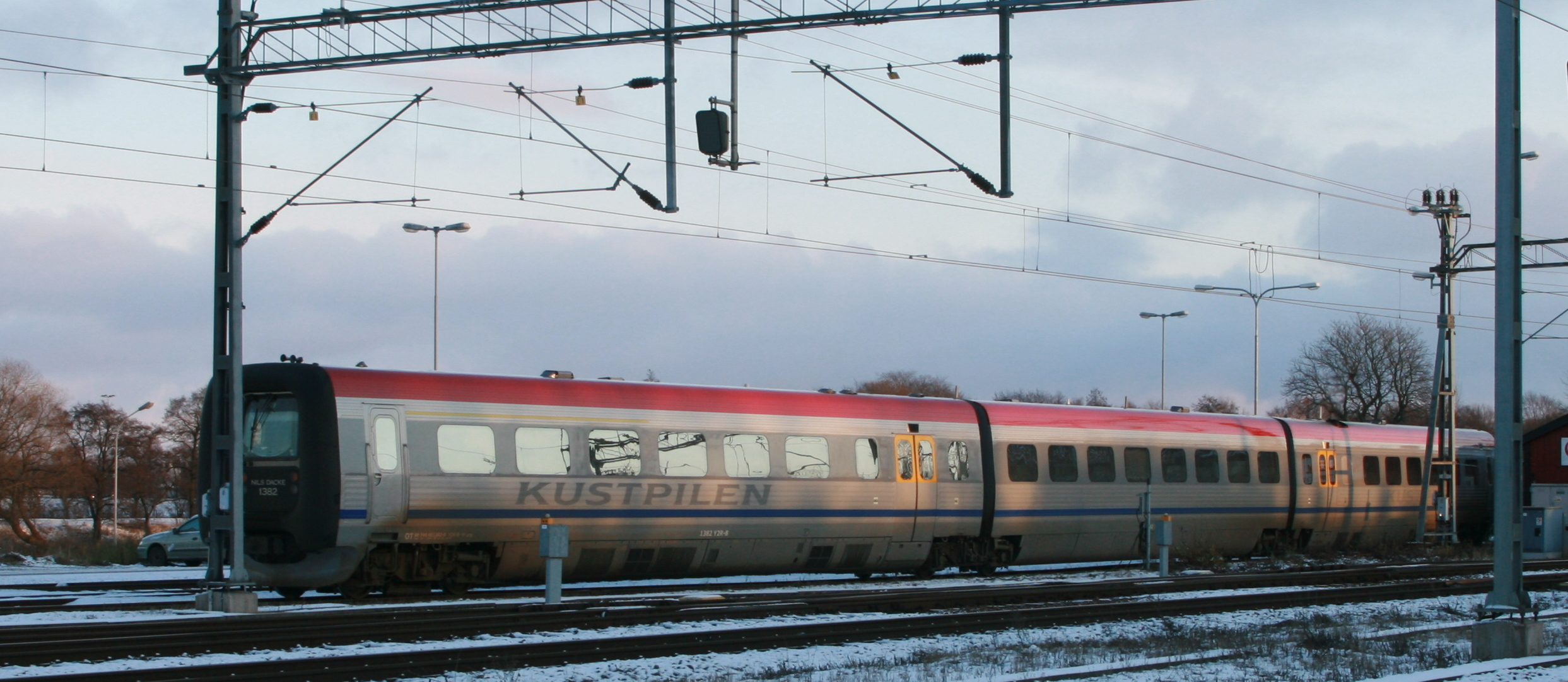
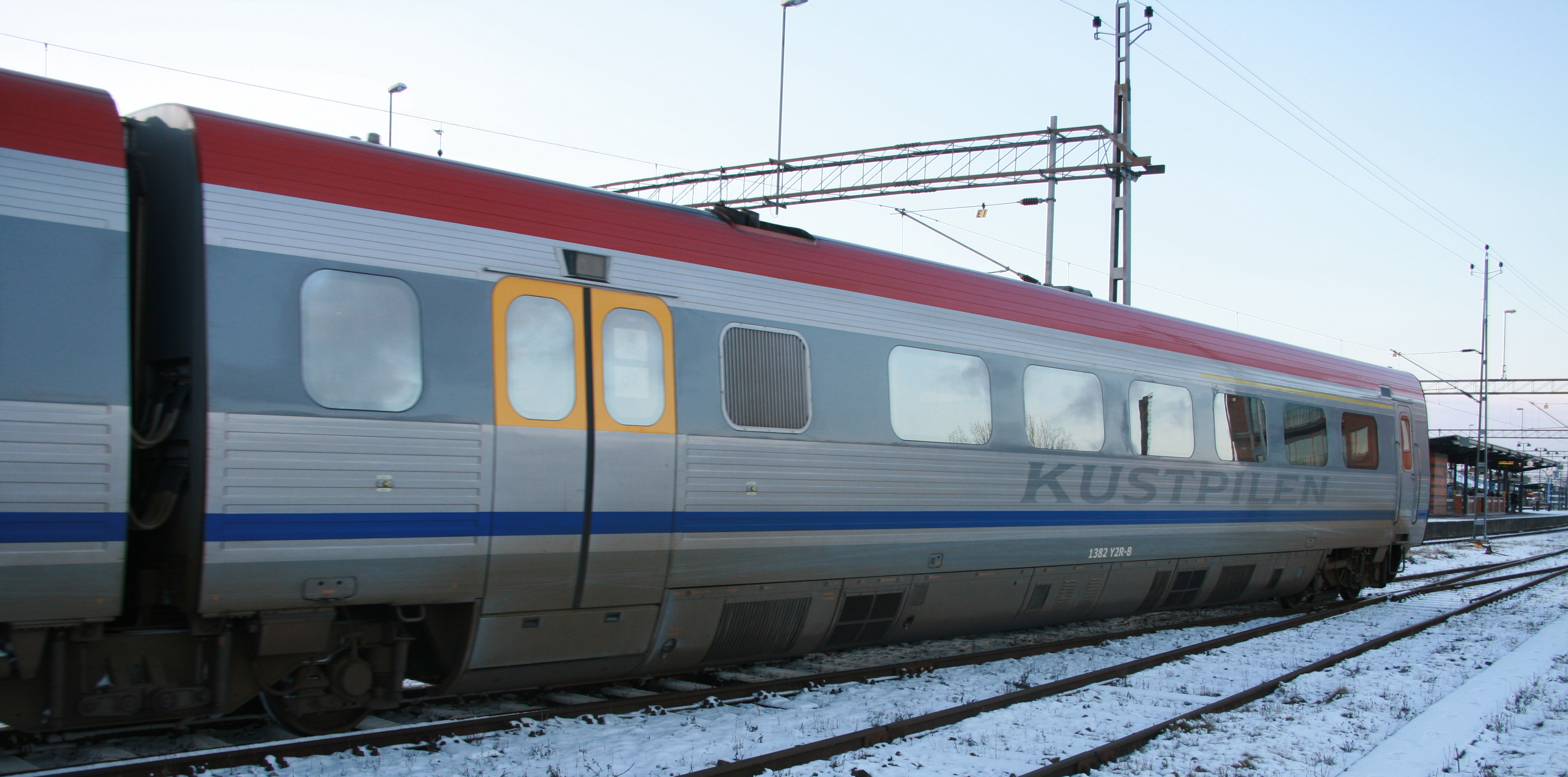
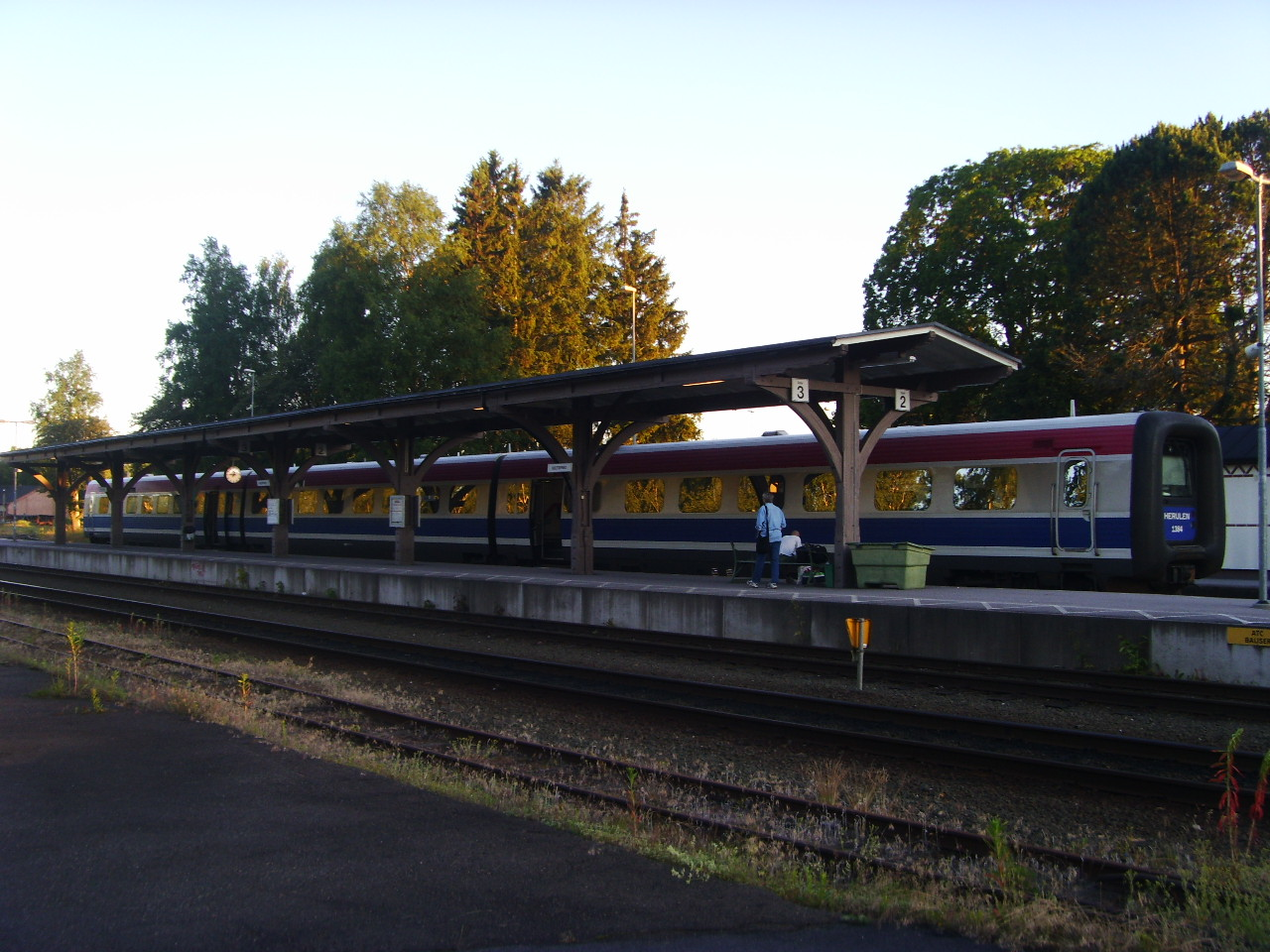
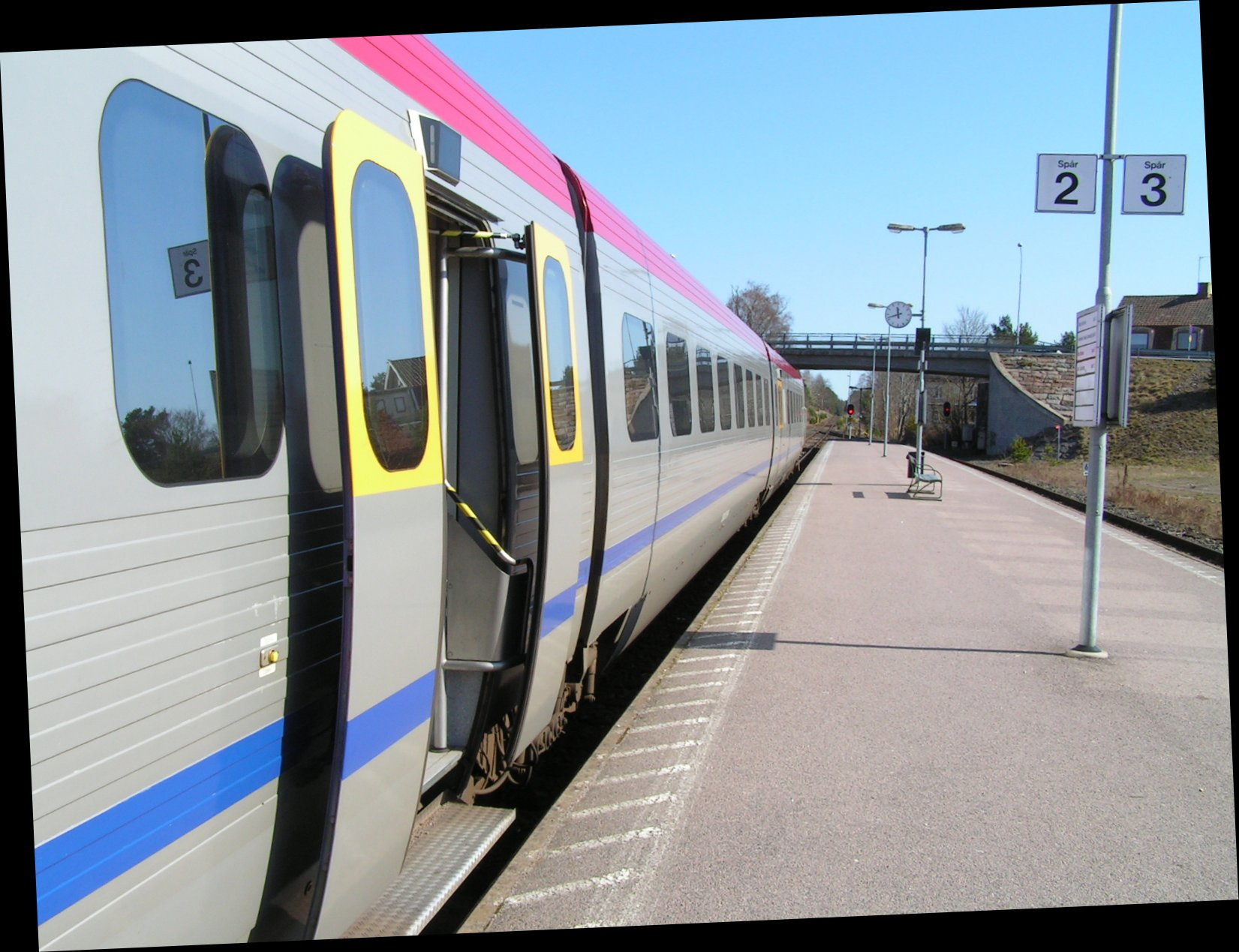
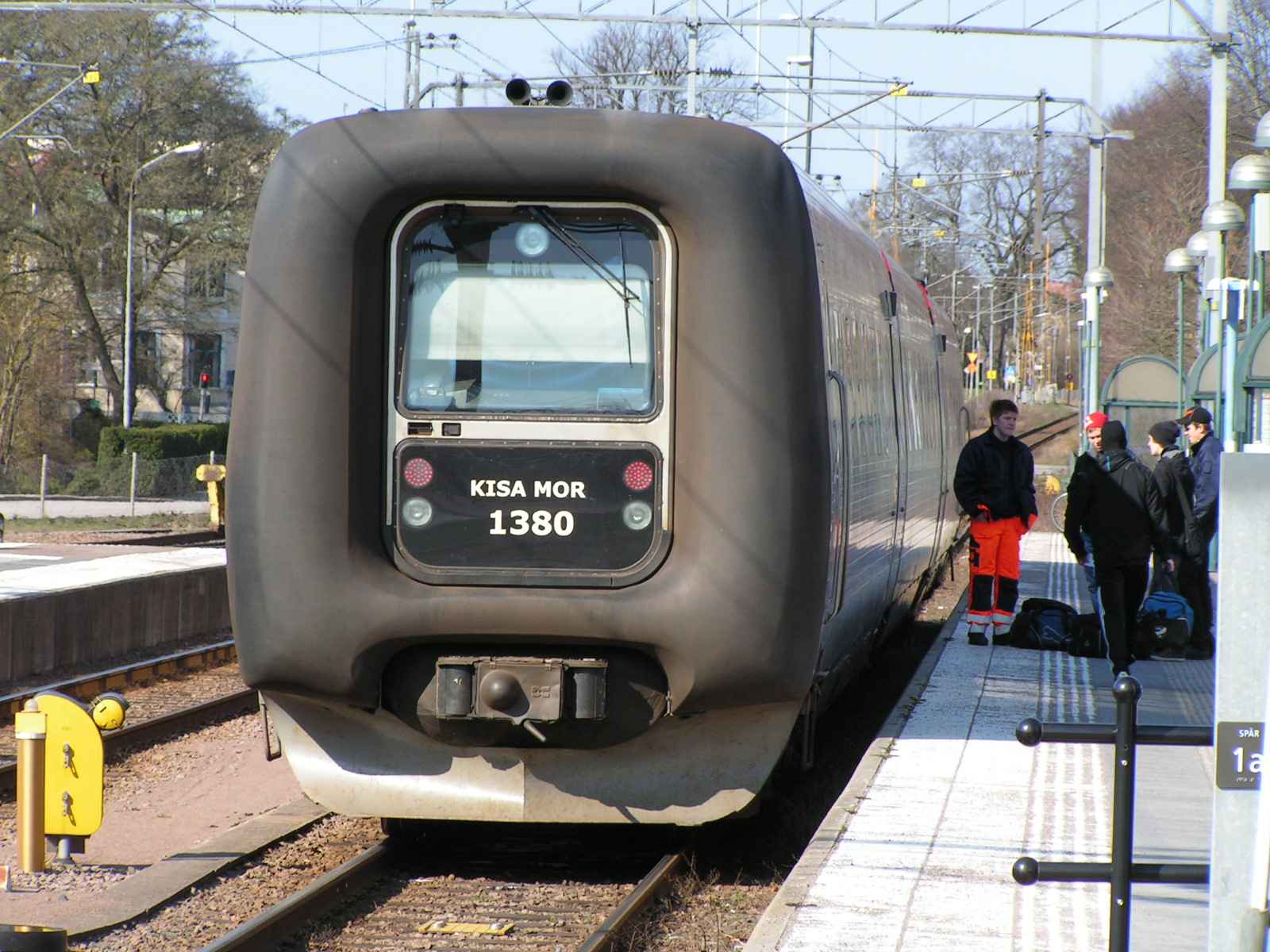
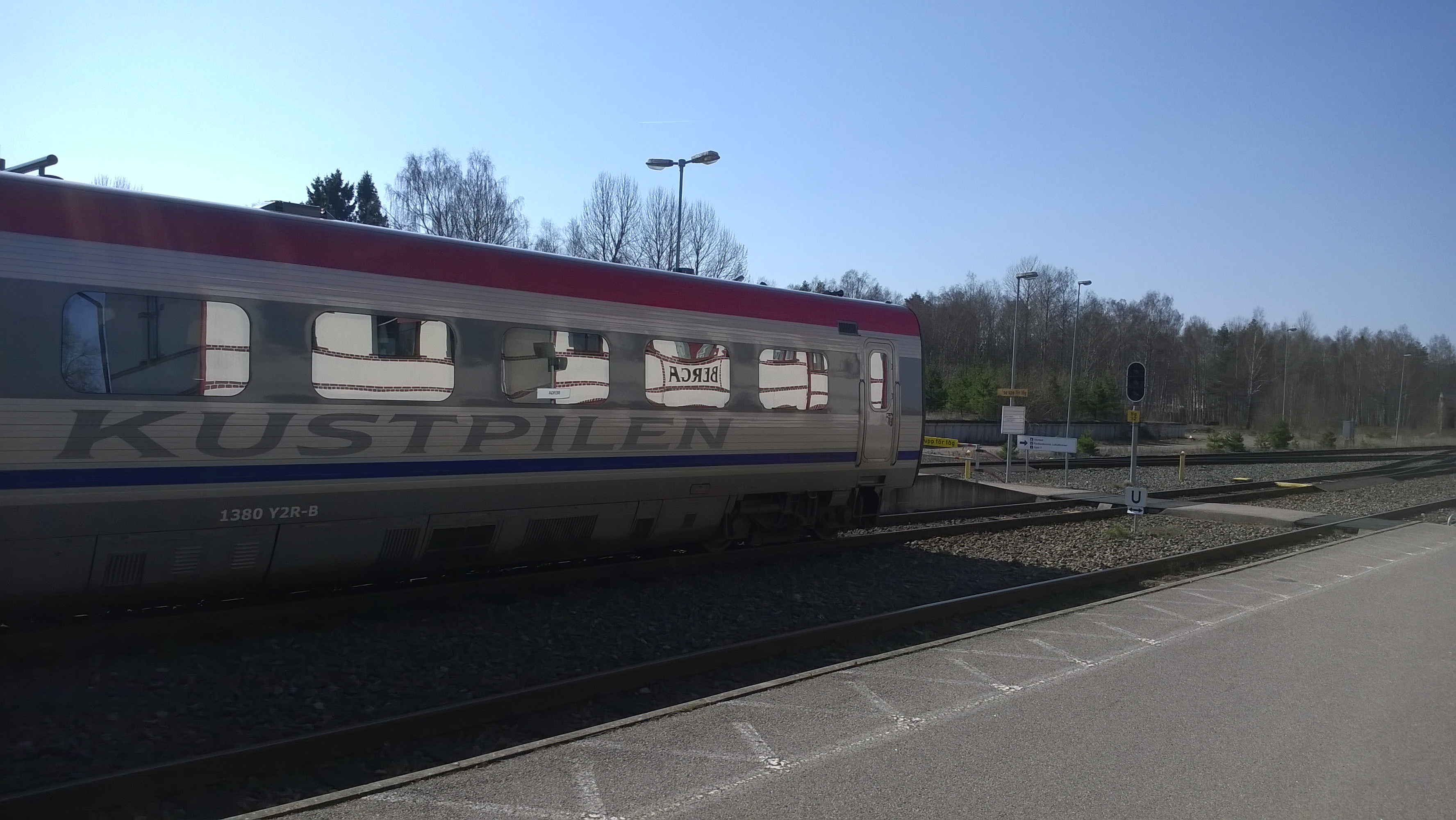
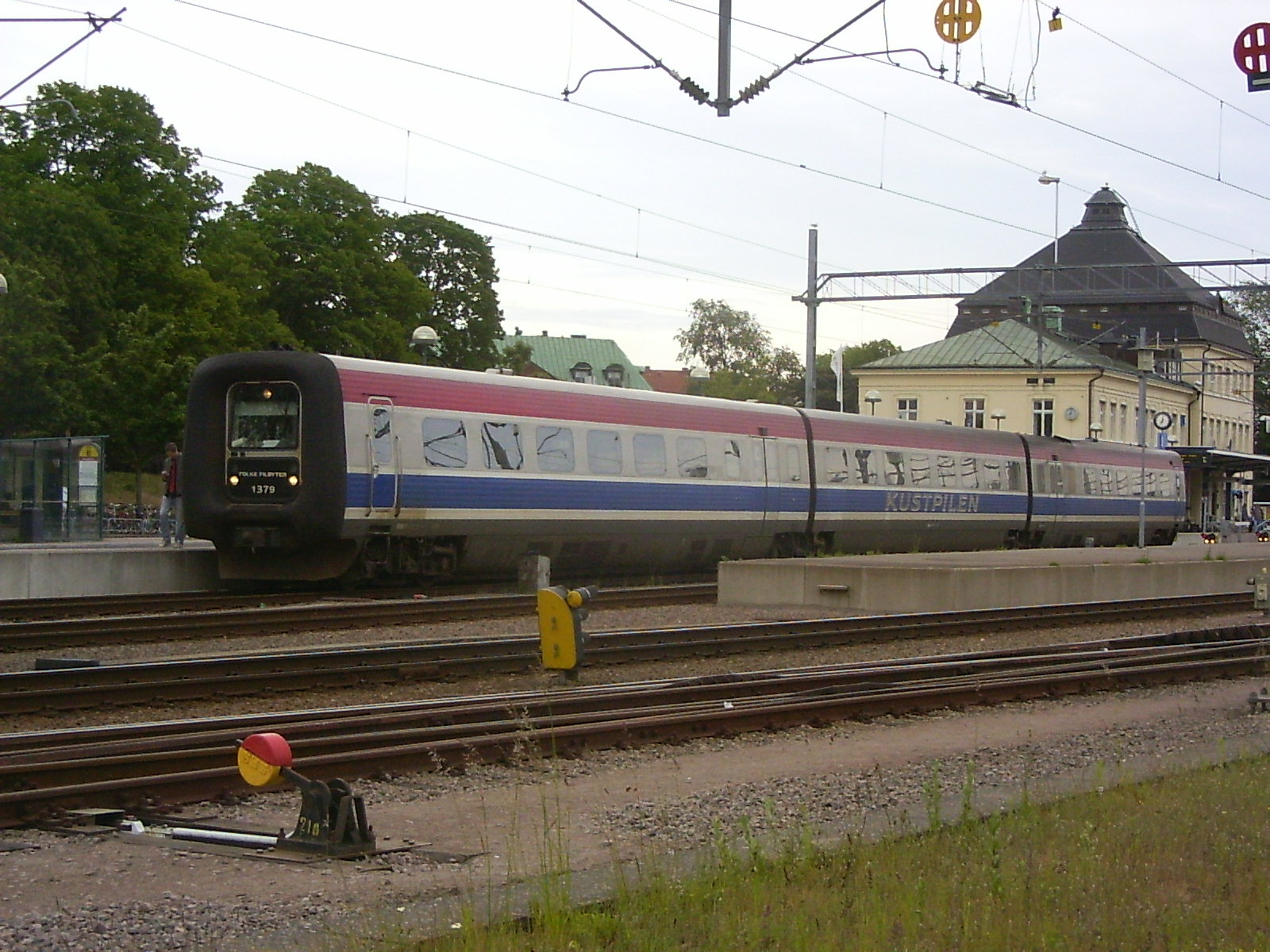
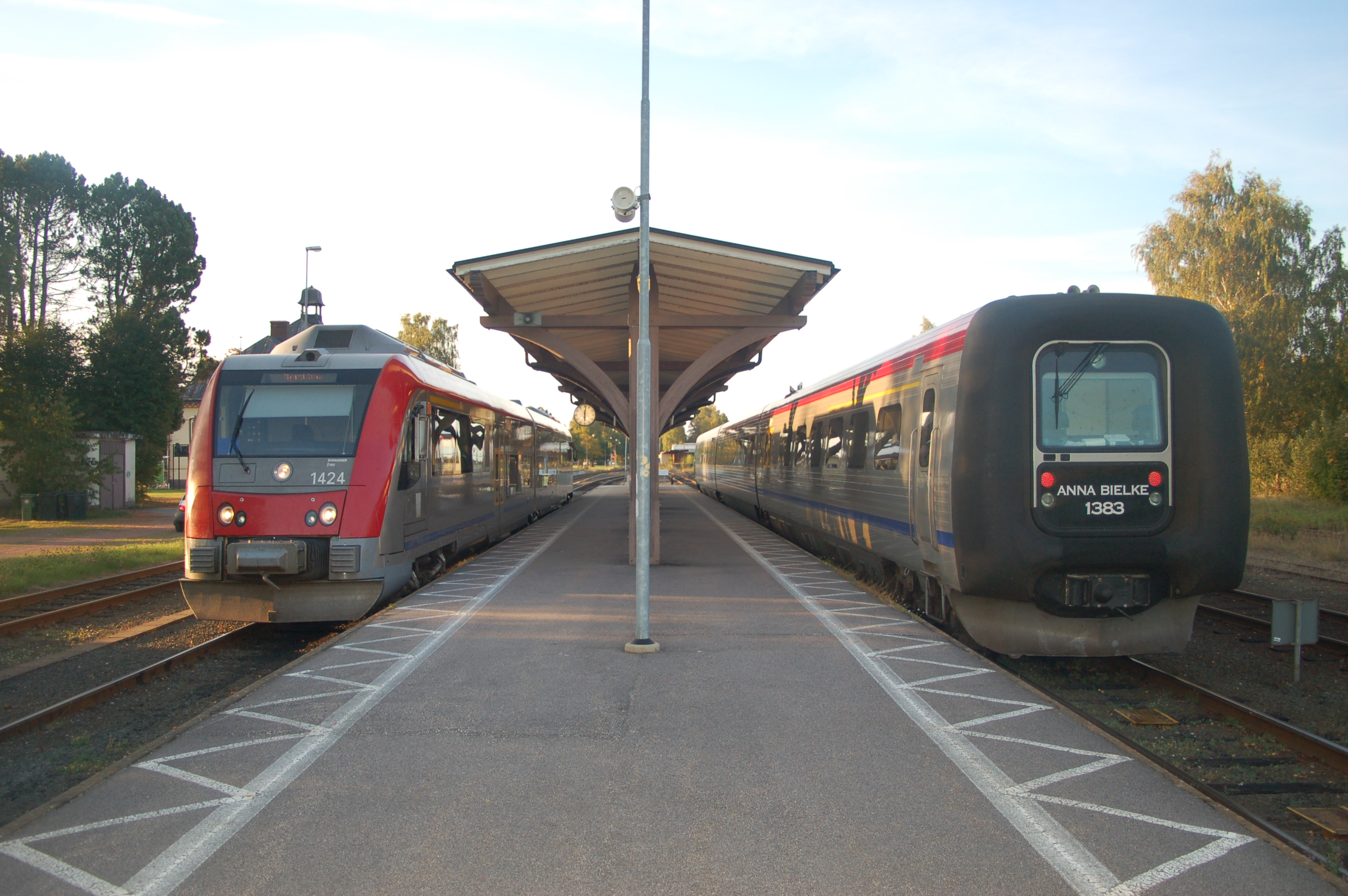
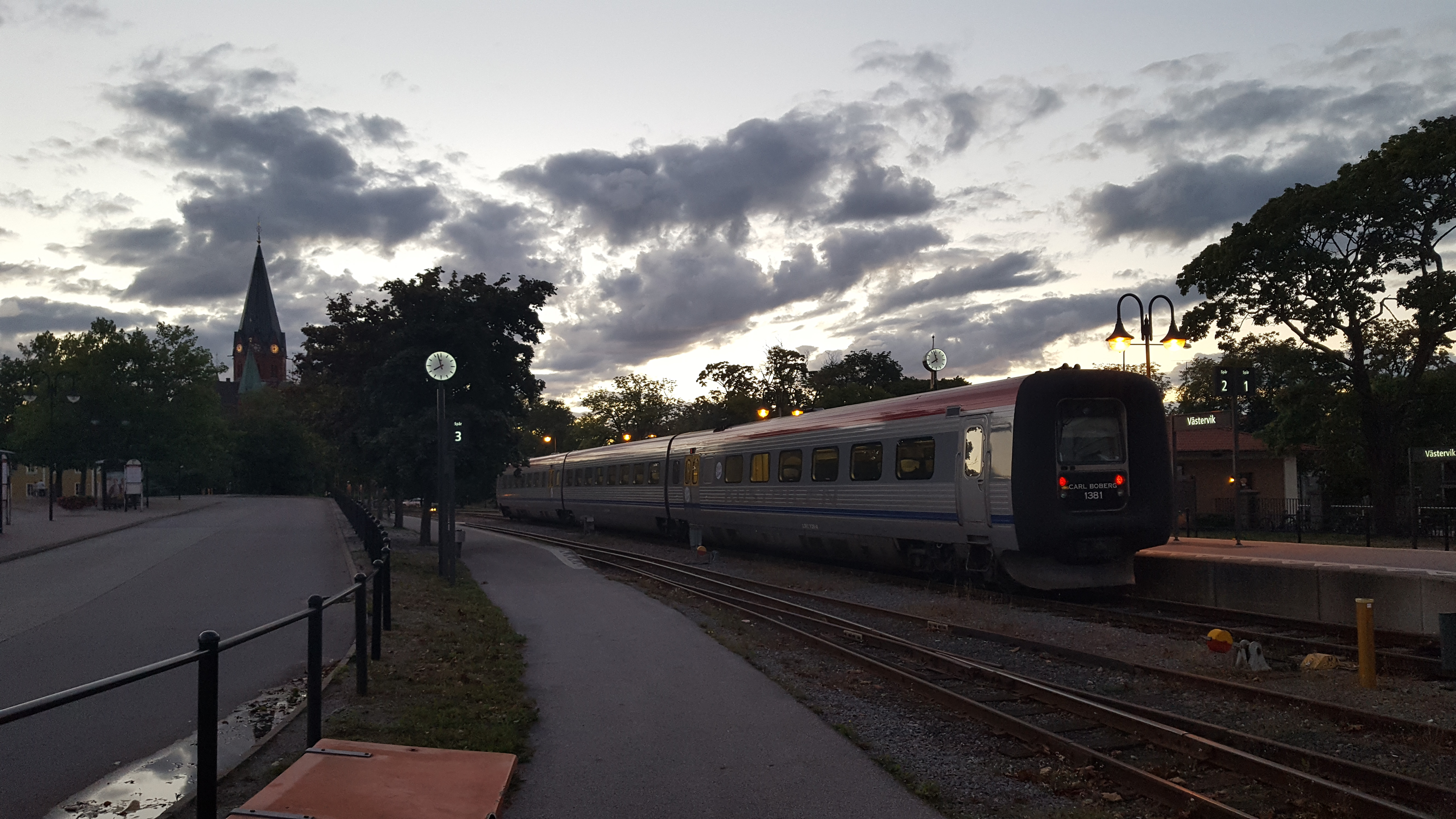
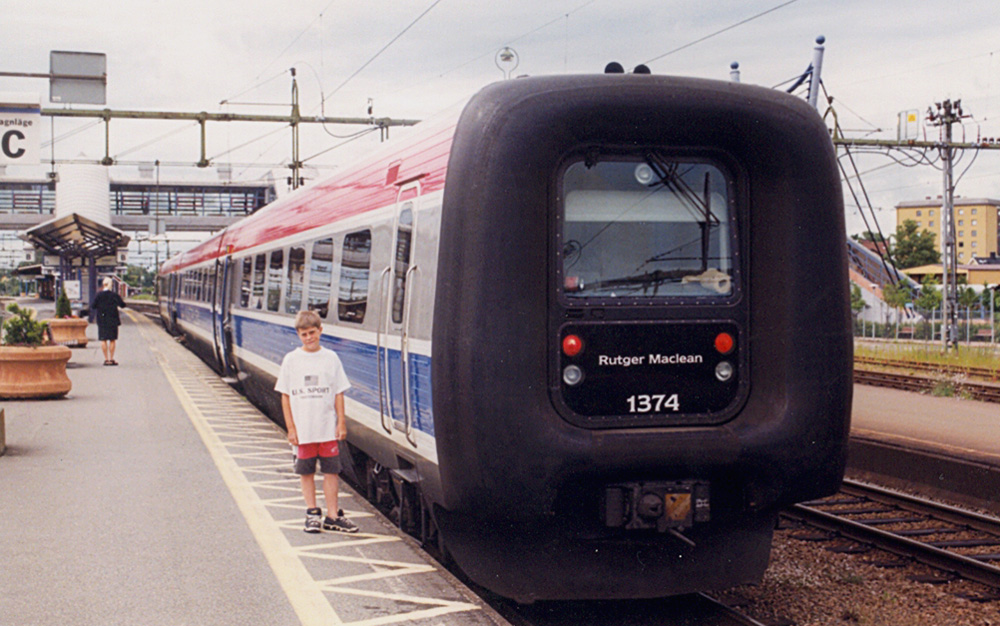
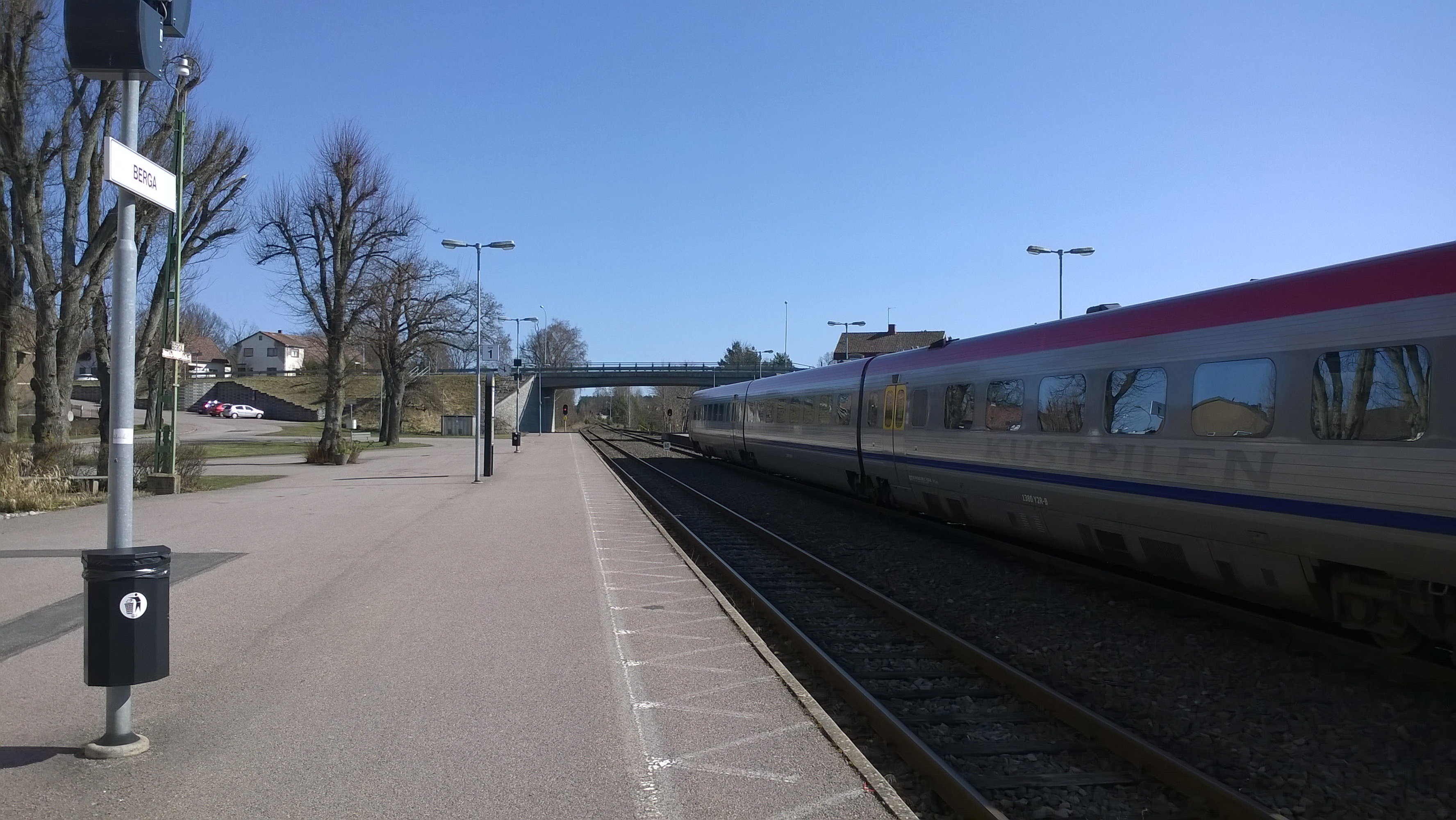
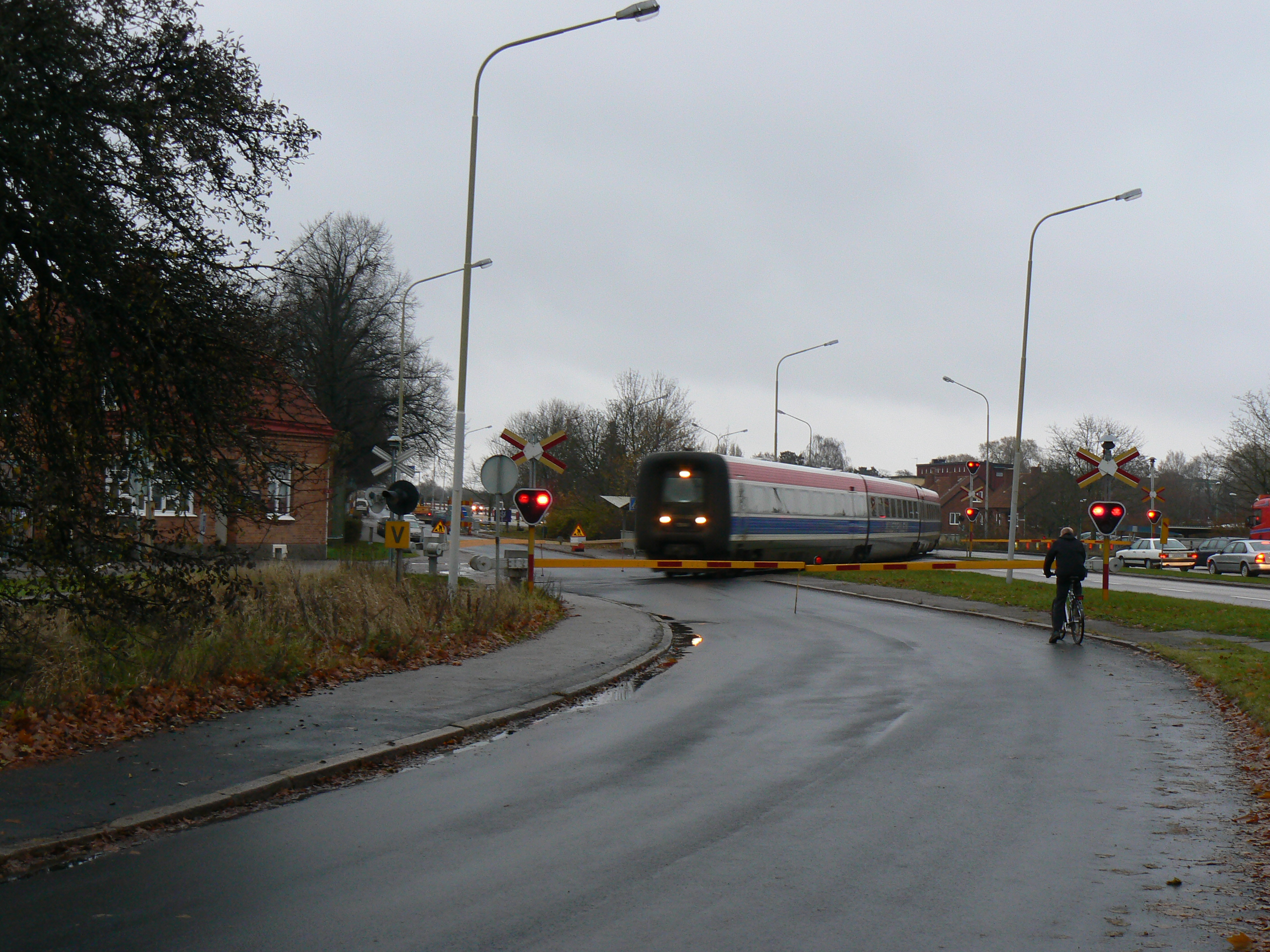
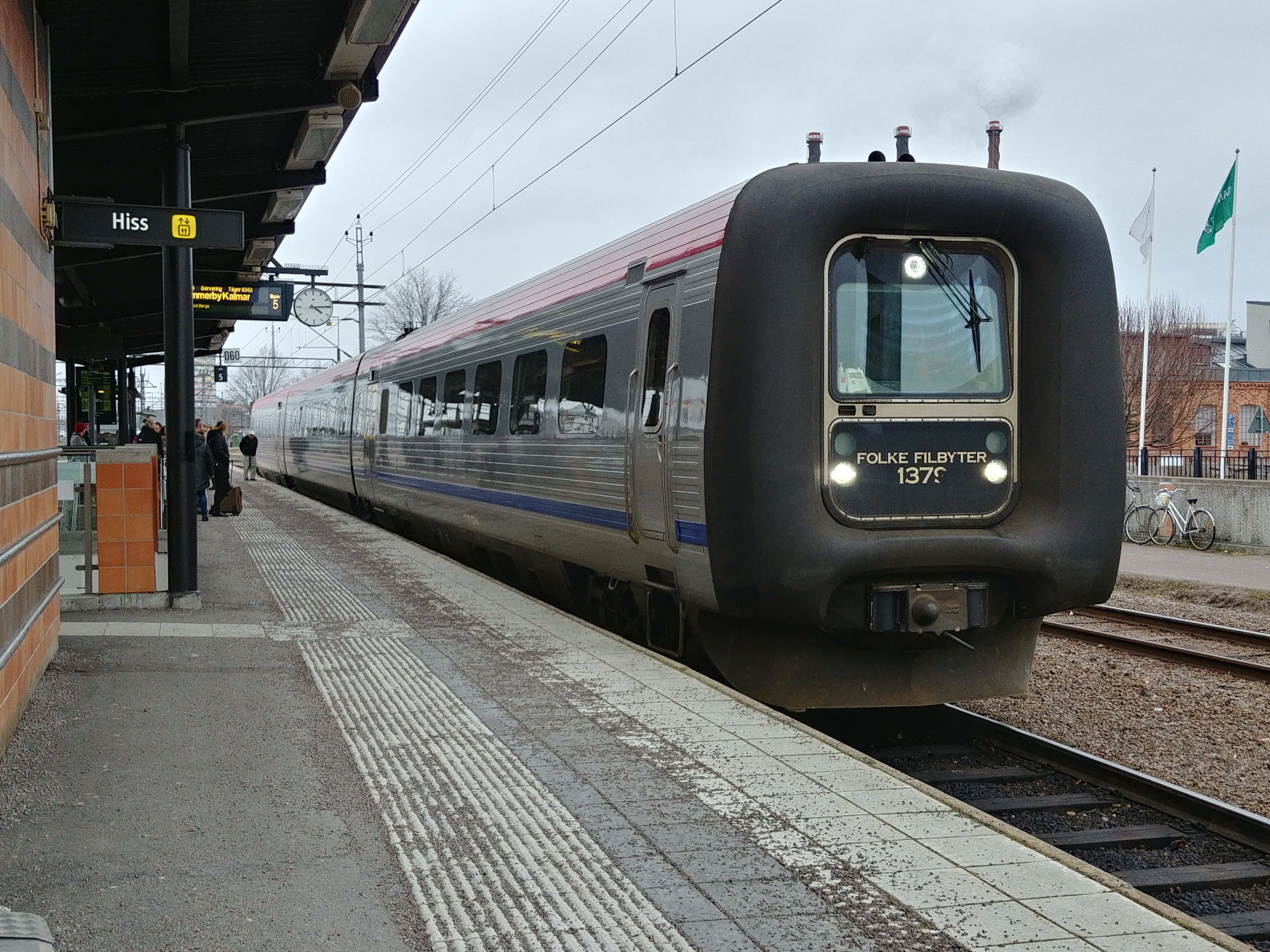
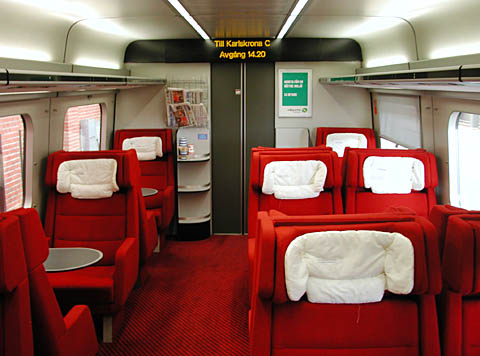
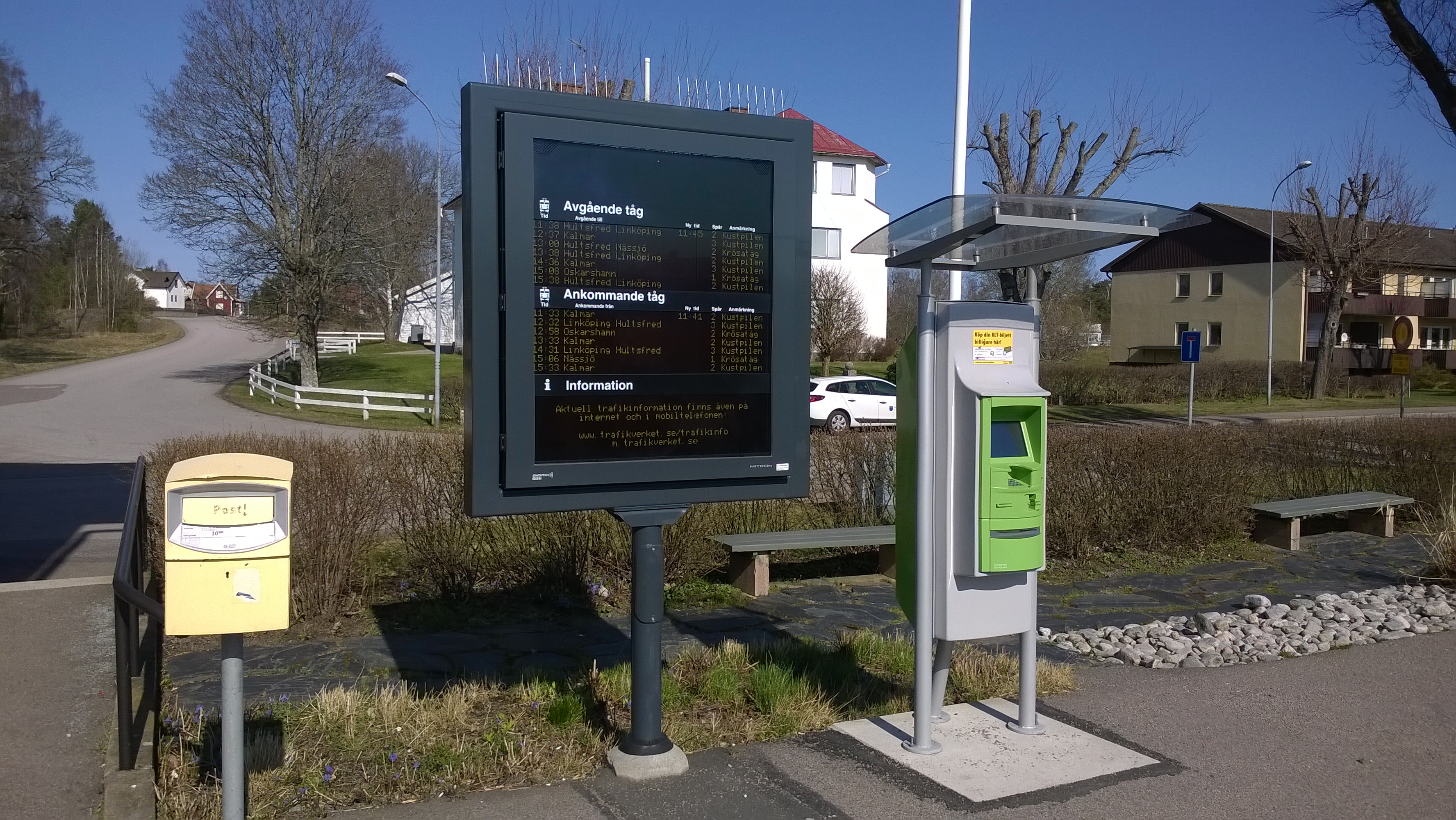
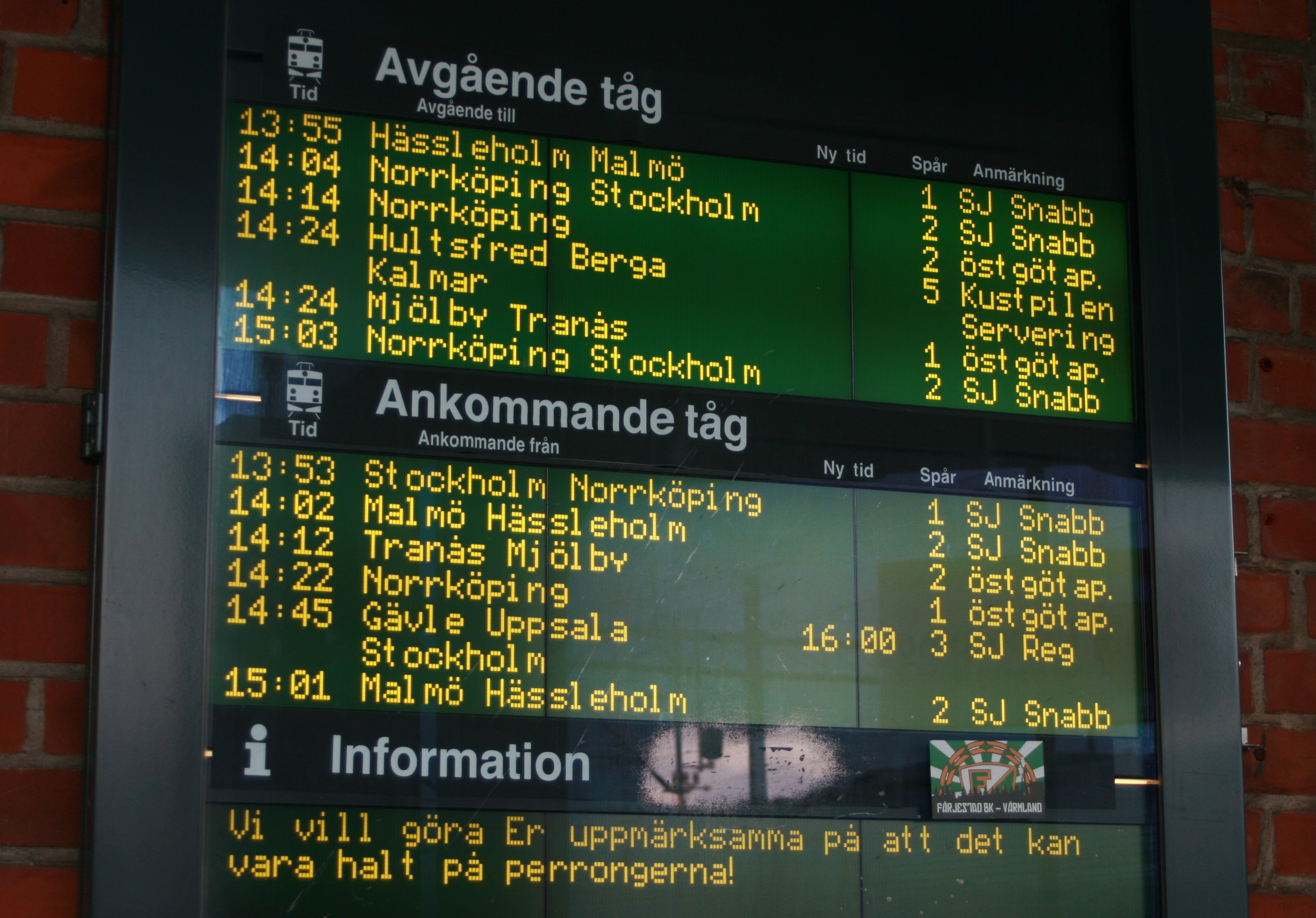
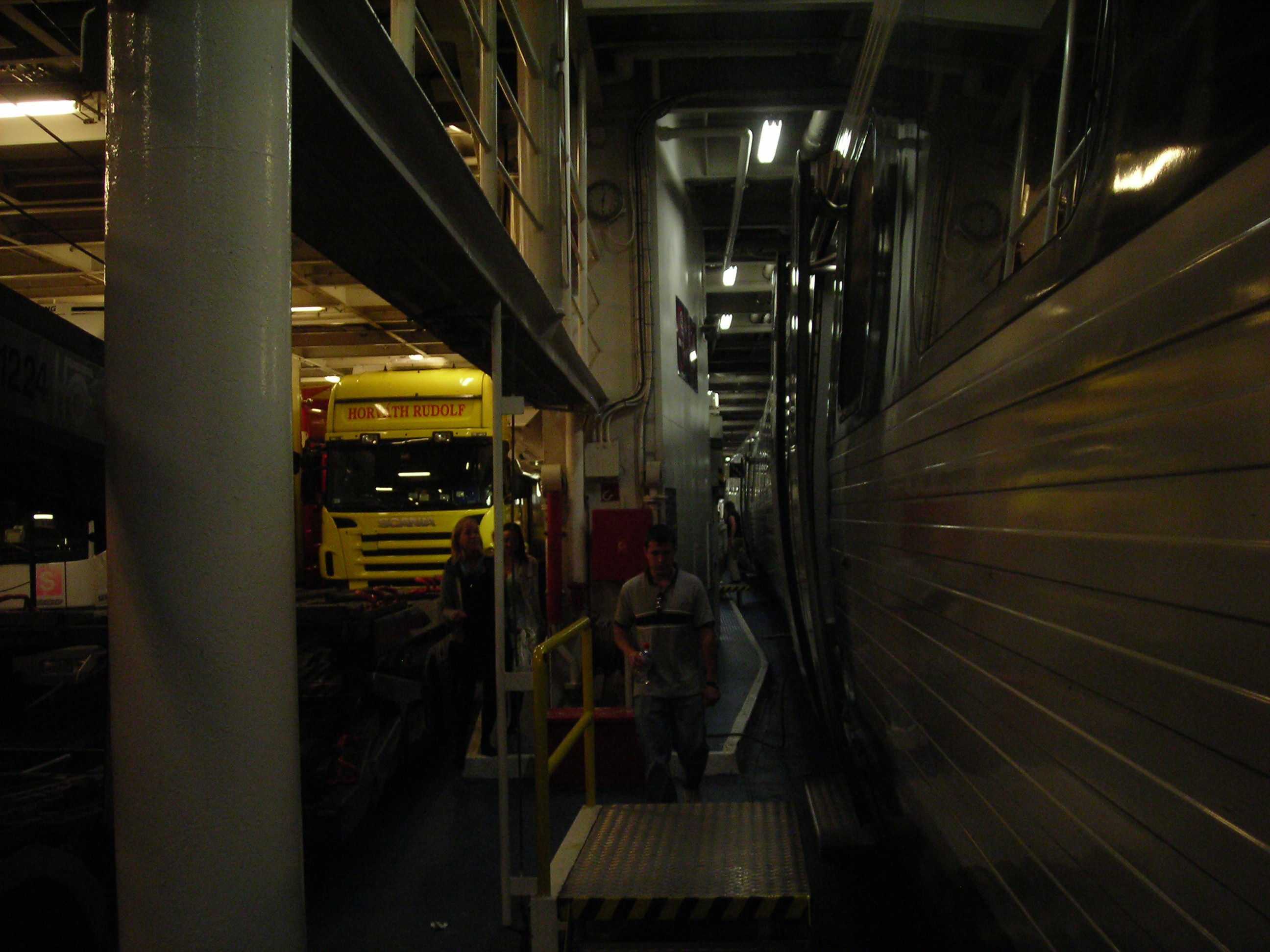
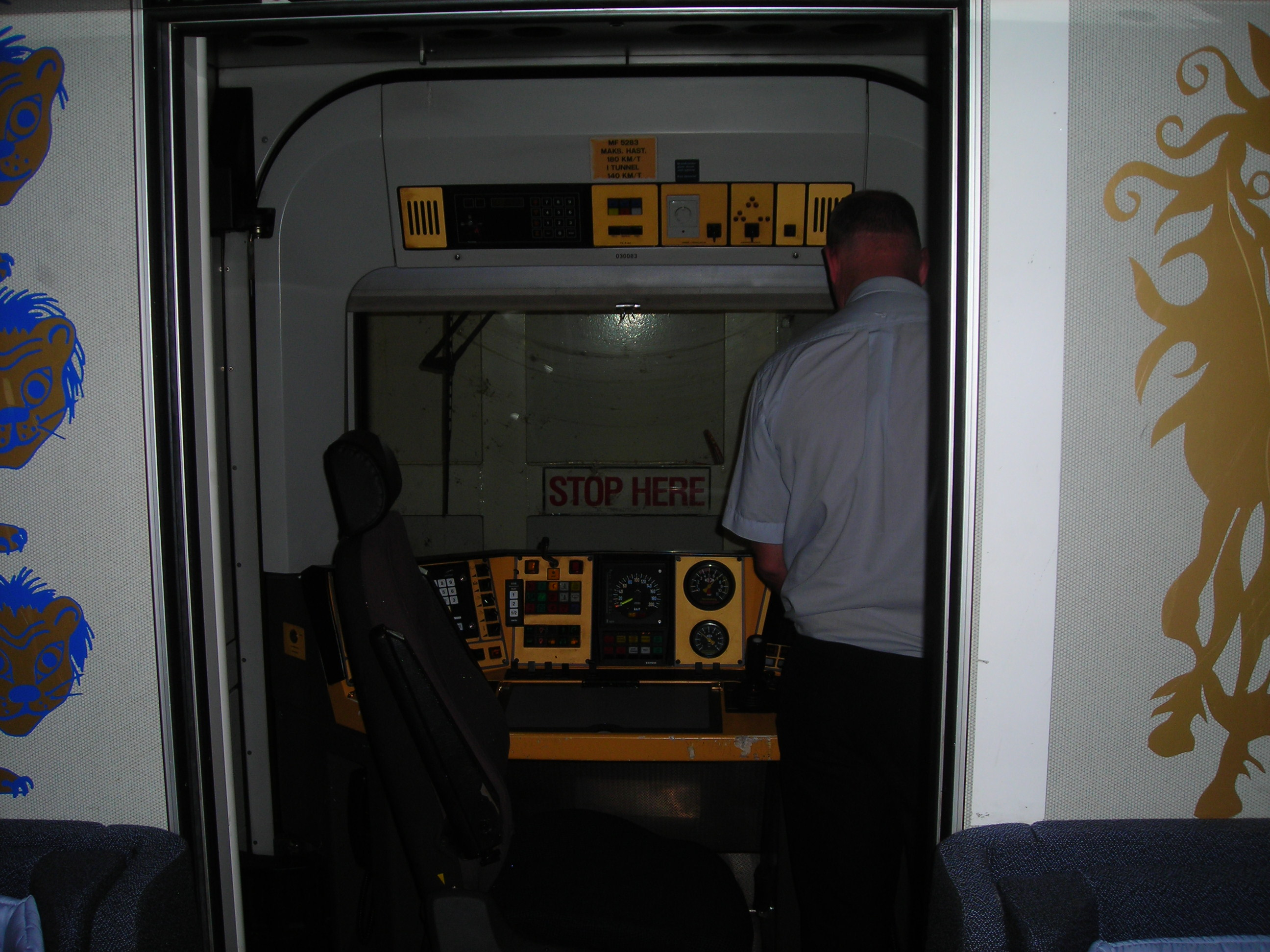
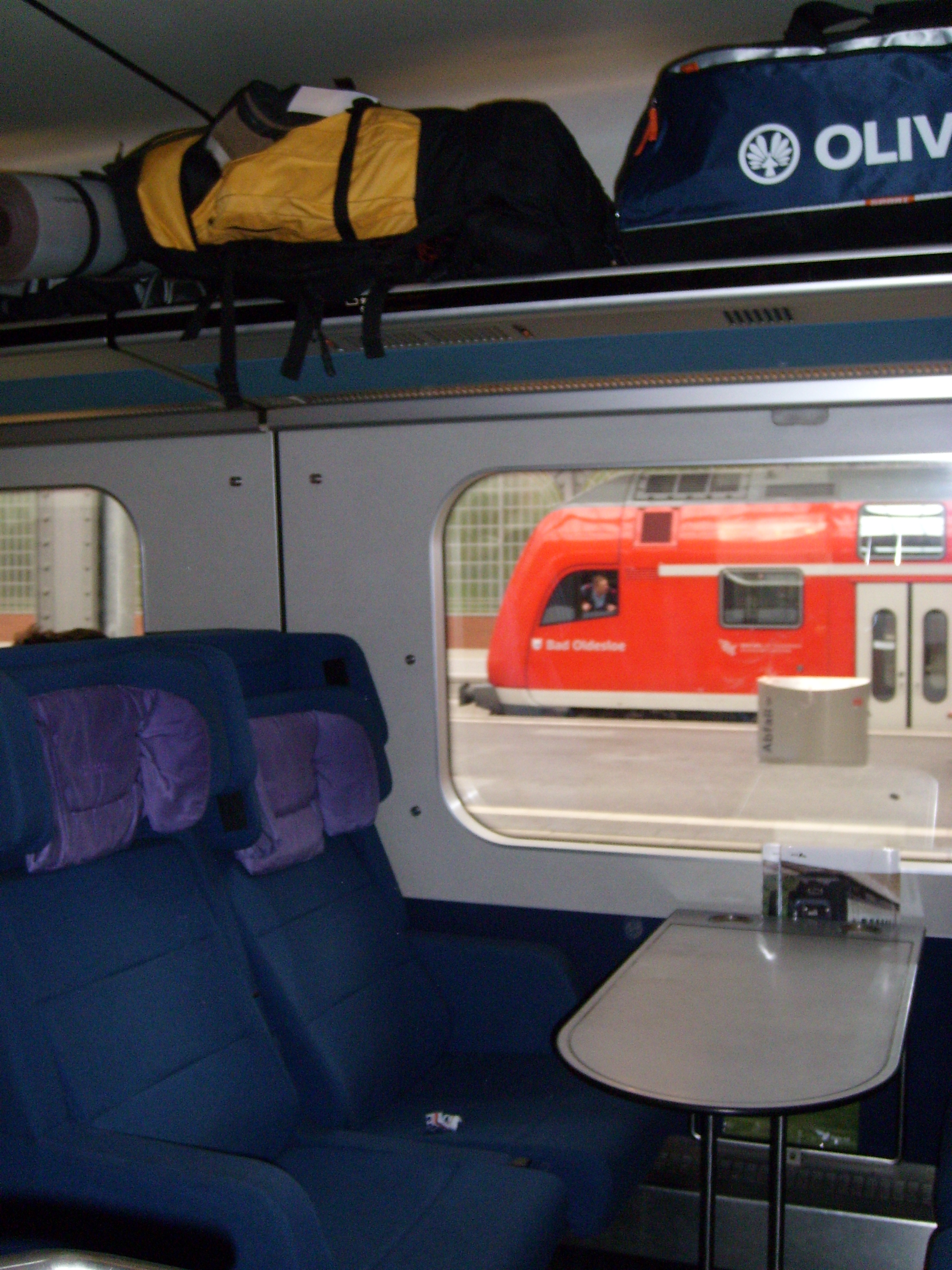
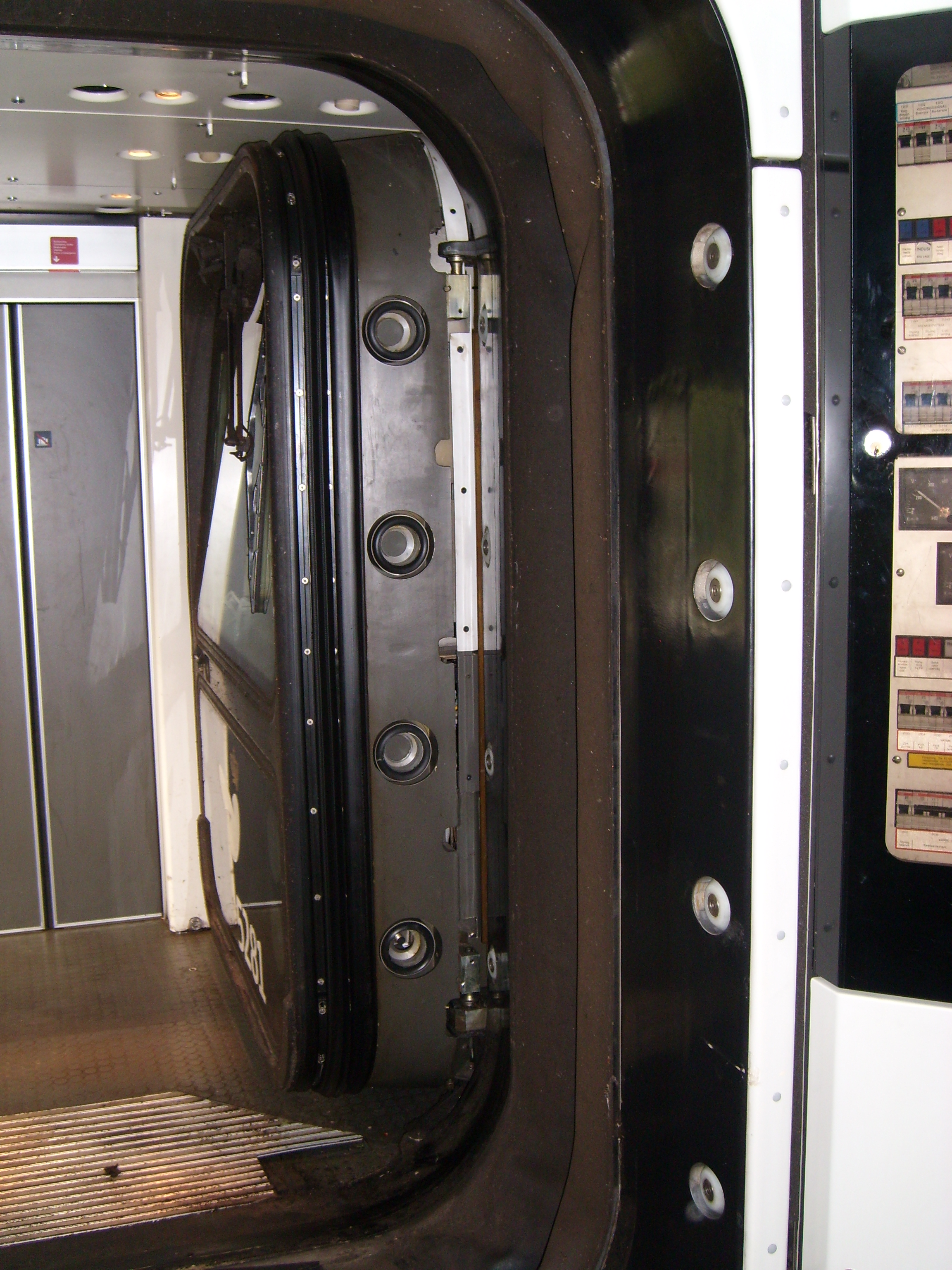
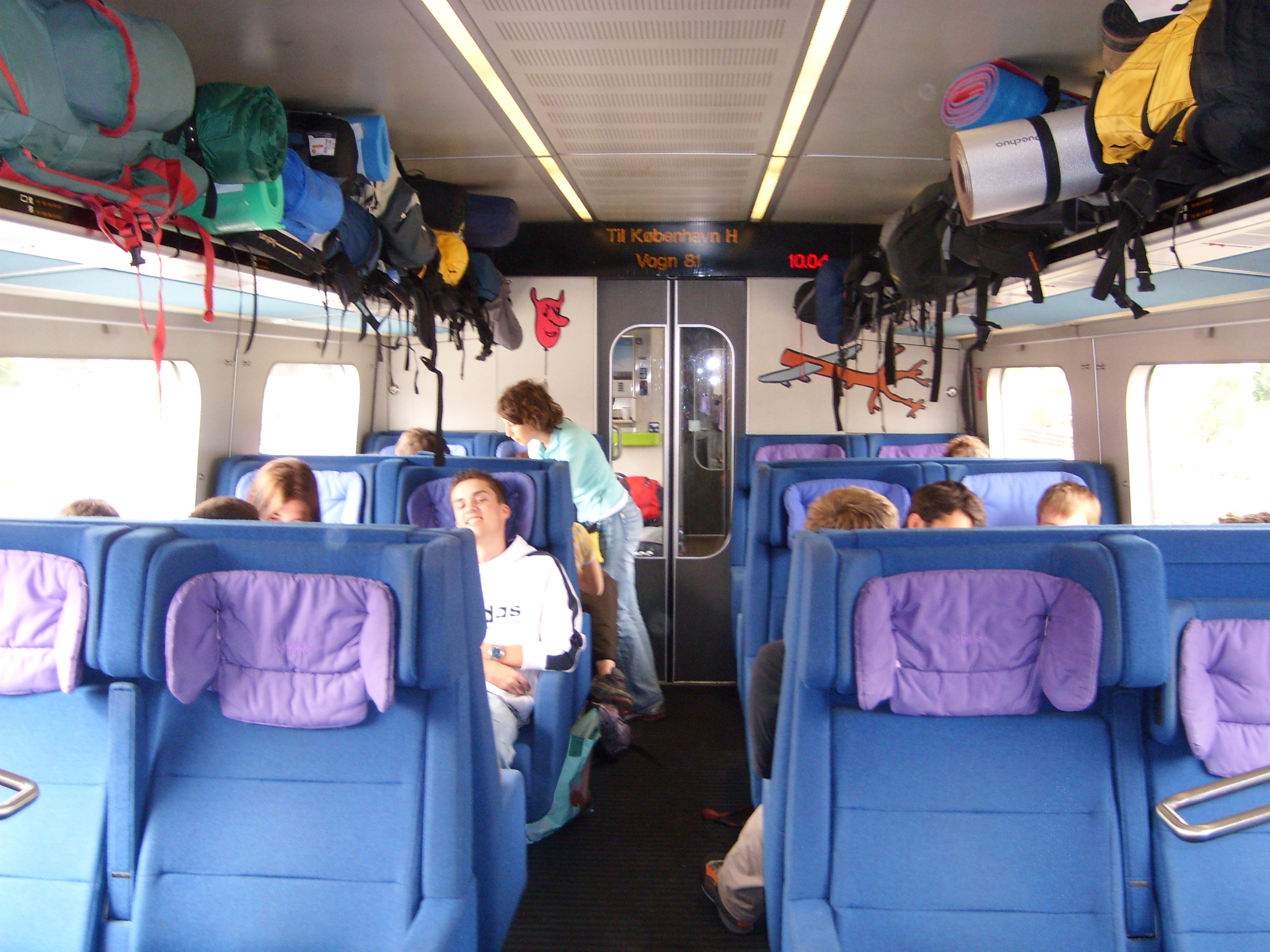
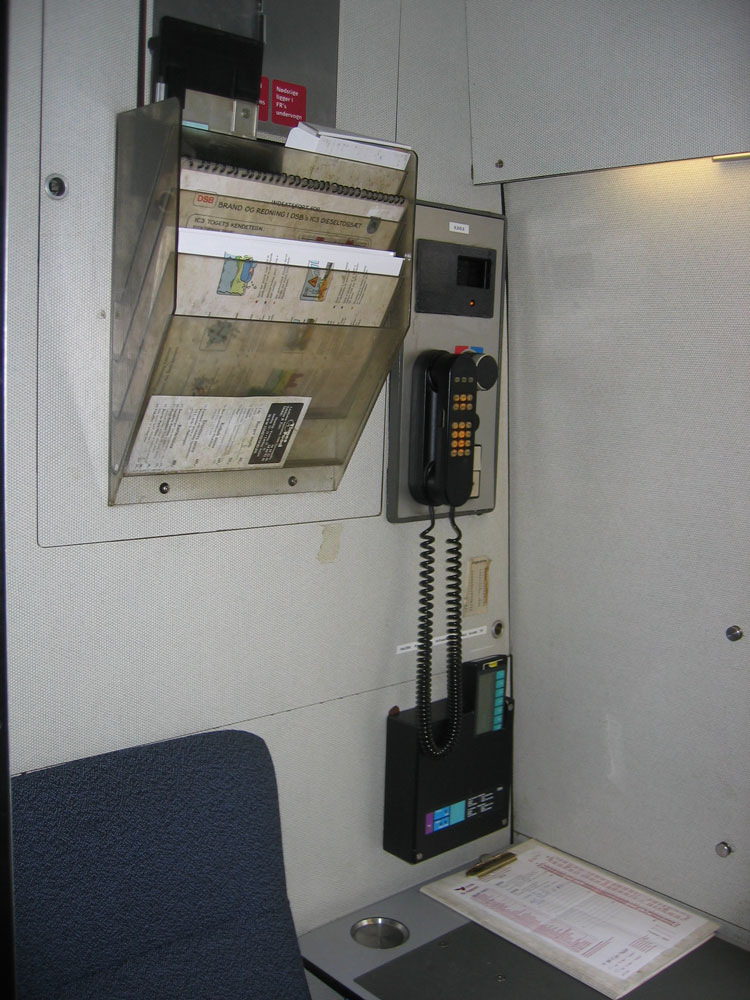